# Hyboptera
Hyboptera is een geslacht van kevers uit de familie van de loopkevers (Carabidae). De wetenschappelijke naam van het geslacht is voor het eerst geldig gepubliceerd in 1872 door Chaudoir.

## Soorten
Het geslacht Hyboptera omvat de volgende soorten:
- Hyboptera angulicollis Chaudoir, 1872
- Hyboptera apollonia Erwin, 2004
- Hyboptera auxiliadora Erwin, 2004
- Hyboptera tuberculata (Dejean, 1825)
- Hyboptera viridivittis Chaudoir, 1872